# Personne physique
Pour les articles homonymes, voir Personne.
Une personne physique est un terme de droit qui désigne un être humain auquel est reconnu une personnalité juridique, c'est-à-dire la capacité d'exercer un certain nombre de droits et d'agir en justice. Dans le droit romain, la notion de personne s'oppose à celle de chose, et les animaux sont juridiquement considérés comme des choses, ils ne sont pas sujet de droit mais objet de droit. Les esclaves n'avaient pas de personnalité juridique dans certains pays comme les États-Unis.
L'adjectif physique est utilisé pour distinguer les individus des personnes morales qui sont des collectifs d'individus dotées en commun d'une personnalité juridique distincte.
Dans les juridictions de common law on parle de natural person (littéralement, « personne naturelle »).

## Droits nationaux

### Droit français
Au sens du droit français, « une personne physique est un être humain doté, en tant que tel, de la personnalité juridique ». La personne physique se voit alors reconnue en tant que sujet de droit, et non comme objet de droit, comme peuvent l'être des choses. L'être humain revêtu de la personnalité juridique devient alors titulaire de droits subjectifs et d'obligations envers d'autres personnes et le reste de la société.
Avec la publication de l'Ordonnance portant statut des esclaves noirs des îles françaises d'Amérique, connue sous le nom de Code noir, la personnalité juridique était reconnue aux esclaves qui avaient le droit de contracter, de posséder des biens, de témoigner et d'agir en justice.

### Droit québécois
En droit québécois, le droit des personnes physiques est couvert par le livre premier « Des personnes » du Code civil du Québec, qui s'étend de l'article 1 à l'article 364 C.c.Q.. Par exemple, l'art. 1 C.c.Q. déclare que « Tout être humain possède la personnalité juridique; il a la pleine jouissance des droits civils ». L'art. 3 C.c.Q. dispose que « Toute personne est titulaire de droits de la personnalité, tels le droit à la vie, à l’inviolabilité et à l’intégrité de sa personne, au respect de son nom, de sa réputation et de sa vie privée. Ces droits sont incessibles ».

### Droit anglais et américain
(février 2020).
Si vous disposez d'ouvrages ou d'articles de référence ou si vous connaissez des sites web de qualité traitant du thème abordé ici, merci de compléter l'article en donnant les références utiles à sa vérifiabilité et en les liant à la section « Notes et références ».
Les esclaves dans certains pays comme les États-Unis n'avaient pas de personnalité juridique. Par contre des animaux peuvent être dotés d'une personnalité juridique puisqu'ils peuvent être légataires.